# Eltac Səfərli
Eltac Səfərli (beim Weltschachbund FIDE Eltaj Safarli; * 18. Mai 1992 in Baku) ist ein aserbaidschanischer Schachspieler.

## Leben
2002 gewann er in Peñíscola die U10-Europameisterschaft und in Iraklio die U10-Weltmeisterschaft. Die U12-Europameisterschaft konnte er 2003 in Budva gewinnen. 2007 gewann er das Essent Open in Hoogeveen. Bei der U16-Schacholympiade 2008 in Mersin erhielt er für sein Ergebnis von 7 Punkten aus 9 Partien am ersten Brett eine individuelle Silbermedaille. Geteilter Dritter wurde er bei der U20-Weltmeisterschaft 2008 in Gaziantep. 2010 gewann er zum ersten Mal in Baku vor Nicat Məmmədov die aserbaidschanische Einzelmeisterschaft. Im November 2010 gewann er das Tschigorin-Memorial in Sankt Petersburg mit einem halben Punkt Vorsprung vor Ivan Sokolov. Die aserbaidschanische Einzelmeisterschaft konnte er zum zweiten Mal 2016 gewinnen.
Im April 2006 erhielt er den Titel Internationaler Meister. Die Normen hierfür erzielte er beim 15. Internationalen Festival in Abu Dhabi im August 2005, beim Zayed Open in Dubai im Oktober 2005 sowie beim Internationalen Festival Ende Oktober 2005 in Baku. Seit April 2008 ist er Großmeister. Die Großmeister-Normen erzielte er in der A2-Gruppe des Aeroflot Opens im Februar 2006 in Moskau, beim 17. Internationalen Festival in Abu Dhabi im Juli 2007 sowie beim Michail-Tschigorin-Memorial in Sankt Petersburg im Dezember 2007. Im Februar 2015 liegt er hinter Şəhriyar Məmmədyarov, Teymur Rəcəbov und Rauf Məmmədov auf dem vierten Platz der aserbaidschanischen Elo-Rangliste.
Eltac Səfərli ist seit 2025 mit der deutschen Frauengroßmeisterin Josefine Heinemann verheiratet.

## Nationalmannschaft
Für die aserbaidschanische Nationalmannschaft spielte er bei den Schacholympiaden 2010 in Chanty-Mansijsk am ersten Reservebrett, 2012 in Istanbul am zweiten Brett und 2014 in Tromsø am vierten Brett. Außerdem nahm er an der Mannschaftsweltmeisterschaft 2013 und den Mannschaftseuropameisterschaft 2011, 2013 und 2015 teil. Bei der Mannschafts-EM 2011 in Porto Carras wurde Aserbaidschan mit ihm Zweiter, die Mannschafts-EM 2013 in Warschau gewann Aserbaidschan mit Səfərli am dritten Brett.

## Vereine
Vereinsschach spielte er 2007 zum ersten Mal in der türkischen, 2009 zum ersten Mal in der spanischen (für Mérida Patrimonio – Ajoblanco) 1. Liga. Mit SOCAR Aserbaidschan nahm er am European Club Cup in den Jahren 2010 bis 2015 teil. 2012 und 2014 gewann er den Wettbewerb mit der Mannschaft, 2011 in Rogaška Slatina und 2015 belegte SOCAR mit ihm den zweiten Platz, Səfərli erhielt 2011 zudem eine Bronzemedaille für sein Ergebnis von 4,5 aus 5 am zweiten Reservebrett. Mit Odlar Yurdu nahm er 2016 und 2017 am European Club Cup teil. In der russischen Mannschaftsmeisterschaft spielte er 2013 für Navigator Moskau, in der spanischen Mannschaftsmeisterschaft 2009 für CA Mérida Patrimonio-Ajoblanco und 2017 für Escola d’Escacs de Barcelona und in der französischen Top 12 2018 für Metz Fischer.